# Nosing-Glas

Verschiedene Nosing-Gläser, links mit Eichstrichen bei 2 und 4 cl, in der Mitte ein Glencairn-Glas

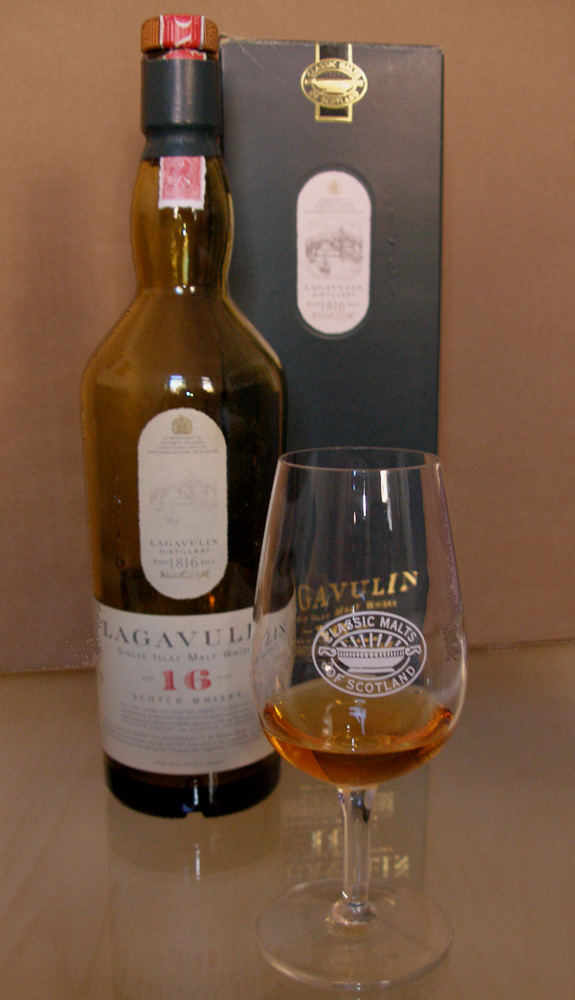
Whisky-Flasche und Nosing-Glas

Ein Nosing-Glas (von englisch nose „Nase“, auch Tasting-Glas von englisch taste „schmecken“) ist ein spezielles Glas zur Verkostung von Spirituosen. Traditionell bei der Verkostung von Single-Malt-Whiskys eingesetzt, wird das Glas häufig auch als normales Trinkgefäß bevorzugt, um Spirituosen pur zu genießen, zum Beispiel für Cognac, Armagnac, Calvados, Brandy, Tequila oder Rum.
Von der Form her sind Nosing-Gläser mit einer Sherrytulpe vergleichbar, aber häufig bauchiger geformt. Dadurch kann sich das Aroma im Bauch ausbreiten und wird durch die sich nach oben verjüngende Form konzentriert der Nase zugeführt. Die Flüssigkeit kann im Glas leicht geschwenkt werden, um die Entfaltung der Aromen zu fördern, allerdings entweicht dadurch auch mehr Alkohol und überdeckt feinere Nuancen. Das dünne, farblose Glas erleichtert die farbliche Einordnung und die Bewertung der Viskosität der Spirituose. 
Single-Malt-Whiskys werden mit einer Temperatur leicht unter Zimmertemperatur getrunken. Durch das verglichen mit dem Tumbler dünnere Glas kann der Whisky gut mit der Hand temperiert werden. Beim Cognac hat sich das schmale Nosing-Glas, das in Frankreich schon lange üblich ist, inzwischen gegenüber dem Cognacschwenker als bevorzugtes Trink- und Verkostungsgefäß durchgesetzt. Durch den längeren Stiel des Nosing-Glases kann verhindert werden, dass sich der Cognac zu stark in der Hand erwärmt, zudem gehen durch die kleinere Öffnung im Vergleich zum großen Schwenker weniger Aromastoffe verloren.
Bei Weinproben werden ebenfalls kleine Verkostungsgläser verwendet, in diesem Bereich spricht man allerdings eher von Probier- oder Degustationsgläsern.
Aufgrund der oben genannten Eigenschaften werden größere Nosing-Gläser zunehmend auch für die Verkostung von speziellen Biersorten verwendet. Zumeist für Biere mit einem Alkoholgehalt von über 8 % wie zum Beispiel Starkbier oder Double India Pale Ale. 